# Empathy
Empathy is een chatprogramma en instant messenger (IM) voor Linux en Unix. Het programma ondersteunt Voice over IP (VoIP) en kan overweg met Google Talk (Jabber/XMPP), MSN (via het closed-source MSNP of via het open-source XMPP), IRC, Salut, AIM, Facebook Chat, Yahoo! (YMSG), Gadu-Gadu, Groupwise, ICQ en QQ. Het programma wordt ontwikkeld door Guillaume Desmottes en Xavier Claessens in de programmeertaal C en wordt standaard meegeleverd met GNOME.
Het programma wordt vrijgegeven onder de GPL, een licentie voor vrije software.

## Functies
- Bestandsoverdracht via XMPP, alsook voor lokale netwerken;
- Spellingcontrole;
- Besturing op afstand;
- Offline opslaan van gesprekken.